# 仕水矴步
仕水矴步，位于浙江省温州市泰顺县仕阳镇溪东村，其形态被认为是桥梁的雏形之一。

## 历史
始建于清乾隆六十年（1795年），清嘉庆二十五年（1820年）重建。桥头南侧有历代修建碑记12方。

## 技艺
全长144米，共233齿，每齿分高低两级，高的采用白色花岗岩，低的采用青石，每齿相距0.6米，可同时行走两个成年人，寓意石取其坚，计永年也；色取其白，昭利涉也。矴步上下游河床架有木质框架，框架内砌有卵石，这种方法同时保护了河床和矴步。据说每齿石材的垂直高度约2米左右，其中有三分之二的部分是埋在溪道底下的。

## 评价
2003年7月29日，著名导演谢晋到泰顺考察廊桥和矴步，为电影《乡村女教师》寻镜。谢晋对矴步尤为感兴趣，他说：“远远望去，每条碇步就犹如一排排钢琴键，他还打算用“碇步”在国际上通用的名称“琴桥”为电影命名。”《乡村女教师》后更名《琴桥悠悠》，后因资金问题，该电影并没有拍摄。浙江音乐学院舞蹈学院根据仕水矴步创作了舞蹈《碇步桥水清悠悠》，并曾在中国中央电视台2023年春节联欢晚会演出。

## 文字使用
“矴步”二字目前有不同写法，除“矴步”外还有“矴埠”等。矴步在湖南省凤凰县称为“跳岩”。英文为step-stone bridge。